# Freyssenet
Freyssenet település Franciaországban, Ardèche megyében. Lakosainak száma 46 fő (2022. január 1.). Freyssenet Alissas, Berzème, Darbres, Privas, Rochessauve, Saint-Laurent-sous-Coiron és Saint-Priest községekkel határos.

## Népesség
A település népességének változása:
| Lakosok száma | 89   | 65   | 46   | 52   | 49   | 47   | 47   | 46   | 46   | 46   |
|               | 1968 | 1982 | 1990 | 2006 | 2013 | 2015 | 2017 | 2019 | 2020 | 2022 |